# Haleto de hidrogênio
Haletos de hidrogênio ou halogenetos de hidrogênio (e dentro de determinadas definições de ácidos ou em solução aquosa, ácidos hidrohálicos, ácidos hidroalogênicos ou ácidos halogenídricos) são ácidos resultantes da reação química de hidrogênio com um dos elementos halogênios, (fluor, cloro, bromo, iodo, astatínio e ununséptio), os quais são encontrados no Grupo 17 da tabela periódica. Astatínio não está incluído na lista porque é muito raro, instável e não é encontrado como ácido em quantidades substanciais. Haletos de hidrogênio podem ser abreviados como HX onde H representa um átomo de hidrogênio e X representa um halogênio (flúor, cloro, bromo ou iodo).
| composto               | fórmula | estrutura | modelo | d(H−X) / pm (fase gás) | μ / D |
| ---------------------- | ------- | --------- | ------ | ---------------------- | ----- |
| fluoreto de hidrogênio | HF      |           |        | 91.7                   | 1.86  |
| cloreto de hidrogênio  | HCl     |           |        | 127.4                  | 1.11  |
| brometo de hidrogênio  | HBr     |           |        | 141.4                  | 0.788 |
| iodeto de hidrogênio   | HI      |           |        | 160.9                  | 0.382 |